# Liste de fabricants d'instrumentation scientifique
Cette liste répertorie des fabricants d'instrumentation scientifique.
- 454 Life Sciences
- A&D Company (en)
- ABB
- AES Laboratoire
- Agilent Technologies
- Ametek
- Analytik Jena (en)
- Anton Paar (en)
- Applied Biosystems
- Barloworld Scientific (en)
- Bausch & Lomb Optical
- Beckman Coulter
- BioRad
- BioTek (en)
- Brookfield Engineering (en)
- Brown & Sharpe
- Brüel & Kjær (en)
- Bruker
- Bushnell Corporation (en)
- CAMECA
- Canberra
- Carl Zeiss
- CovalX (en)
- Danaher Corporation
- Dionex (en)
- Drägerwerk
- Elekta
- Endress+Hauser
- Eppendorf
- Eurotherm (en)
- GE Healthcare
- Georgin (entreprise)
- Harvard Apparatus (en)
- Heidolph (en)
- Heraeus
- Hitachi
- Honeywell
- Horiba
- Huber+Suhner (de)
- IKA-Werke (de)
- Imago Scientific Instruments (en)
- Instron (en)
- JEOL (en)
- L. S. Starrett Company (en)
- Leica
- LI-COR Biosciences (en)
- Life Technologies
- Malvern Instruments (en)
- McPherson Inc (en)
- Meade Instruments
- Measurement Systems division (en)
- Metrohm
- Mettler-Toledo
- Millipore Corporation (en)
- Minolta
- Mitutoyo
- MSE (centrifugeuses) (en)
- MTS Systems Corporation (en)
- Nikon
- Novacam Technologies (en)
- NTi Audio (en)
- Olympus Corporation
- Oxford Instruments
- Pendulum Instruments (en)
- PerkinElmer
- Petrotest (en)
- Philips Medical Systems
- Polymer Char (en)
- Pratt & Whitney Measurement Systems (en)
- Prior Scientific (en)
- Röntec
- Sanyo
- Sartorius AG
- Schott Instruments
- Shimadzu Corp.
- Siemens
- Sigma-Aldrich
- SIMPO-Bouty
- Sony
- Spectracom (en)
- SPECTRO Analytical Instruments (en)
- Tektronix
- TeledyneLeCroy
- Testo
- Thermo Fisher Scientific
- TMI Group of Companies (en)
- Toshiba
- Unitron (en)
- Varian, Inc. (en)
- Varian Medical Systems
- VIEW Engineering (en)
- Waters Corporation
- Yokogawa Electric
- Zygo Corporation (en)